# Ваганов Сергій Леонідович
Сергій Леонідович Ваганов (нар. 25 жовтня 1958, Кокчетав Казахської РСР) — фотожурналіст з Донецька. Член Донецької обласної організації національної спілки фотохудожників України.

## Біографія
Народився в сім'ї офіцера радянської армії, в 1966 сім'я переїхала в місто Маріуполь. Почав навчатися фотографії у свого батька-фотолюбителя, з 13 років почав знімати самостійно, з 9 класу друкувався у міській газеті Маріуполя. З 9-10 класів займався у фотоклубі «Ентузіаст» при газеті «Приазовський робітник» .
Закінчив Донецький медичний інститут, після чого протягом п'ятнадцяти років працював ортопедом-травматологом в Авдіївській міській лікарні. Заочно навчався на фотокурсах ВДІКу, але на другому році навчання покинув їх. На початку 1990-х почав публікувати фотографії у пресі Донецької області та московській газеті «Мегаполіс-експрес». У 1998 році став позаштатно фотографувати для медичної вкладки в газеті «Салон Дона і Баса». Наприкінці 1998 року влаштувався працювати в газету Салон Дона і Баса штатним фотографом.
Був фотокореспондентом наступних ЗМІ: «Салон Дона і Баса» (1999—2011), «Сьогодні», «Московський комсомолець», «Фокус». Співпрацював з такими агентствами: Європейське фото-прес агентство, Associated Press, інформаційне агентство «Українські новини», France Press, УНІАН, РІА Новини.
Фотографія обгорілого шахтаря під час аварії на шахті імені Засядька 2000 року потрапила до рейтингу «Найкращих журналістських фотографій 1-го десятиліття 21 століття» агенції MSNBC і отримала кілька призів. Зробити фотографію допоміг досвід роботи в медицині та автор опинився у «потрібний час у потрібному місці». Також надалі Ваганов отримав від керівництва донецького опікового центру ексклюзивне право на зйомку у палатах.
10 грудня 2004 року був побитий, коли знімав розгром намету української неофіційної громадської молодіжної організації «Пора!».
У 2007 році був прийнятий до Донецької обласної організації Національної спілки фотохудожників України.
У 2010 році брав участь у фотопроекті «Фоторепортери змінюють світ на краще».

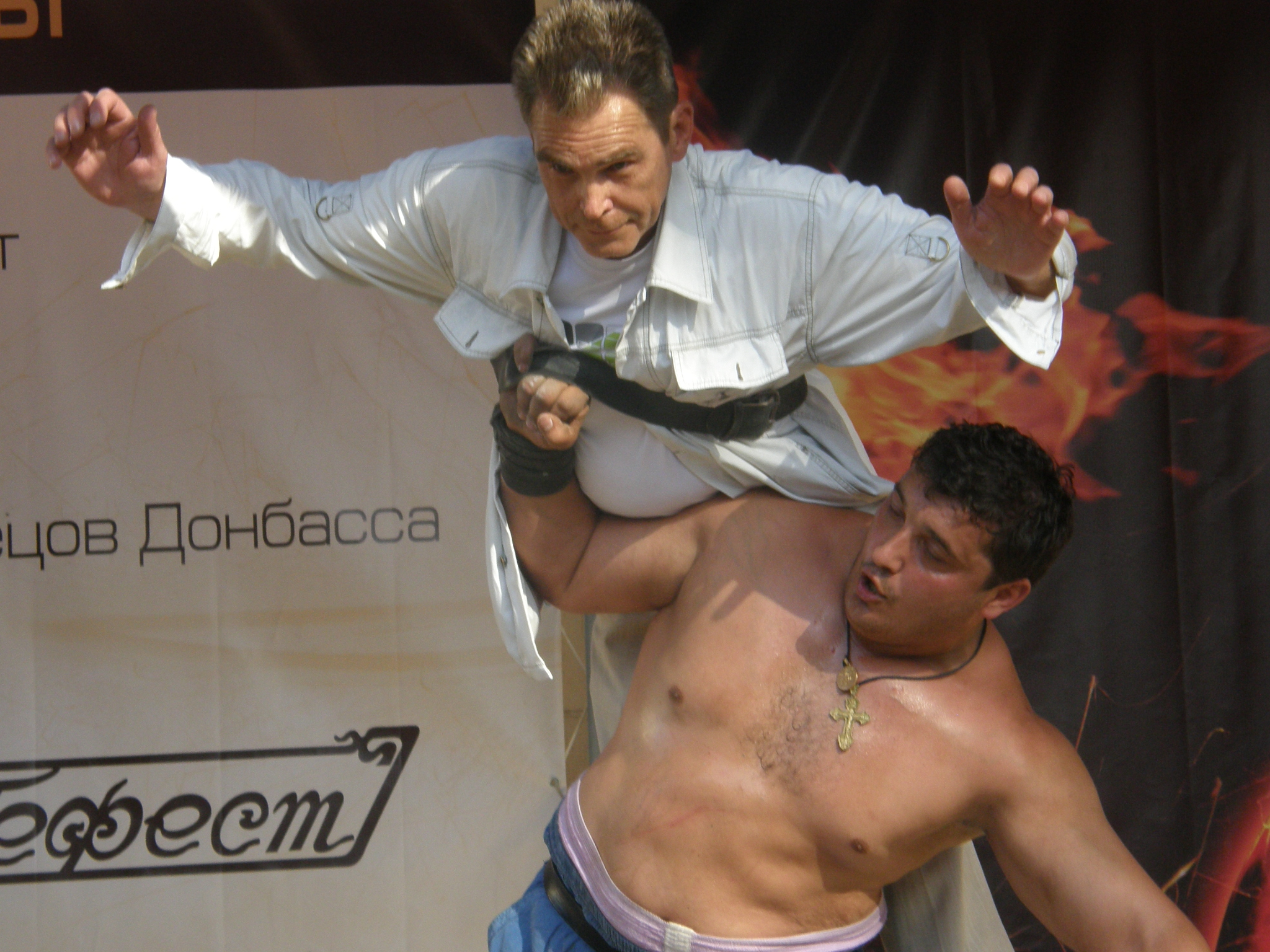
Сергій Ваганов бере участь у виступі Дмитра Халаджі, 2010 рік
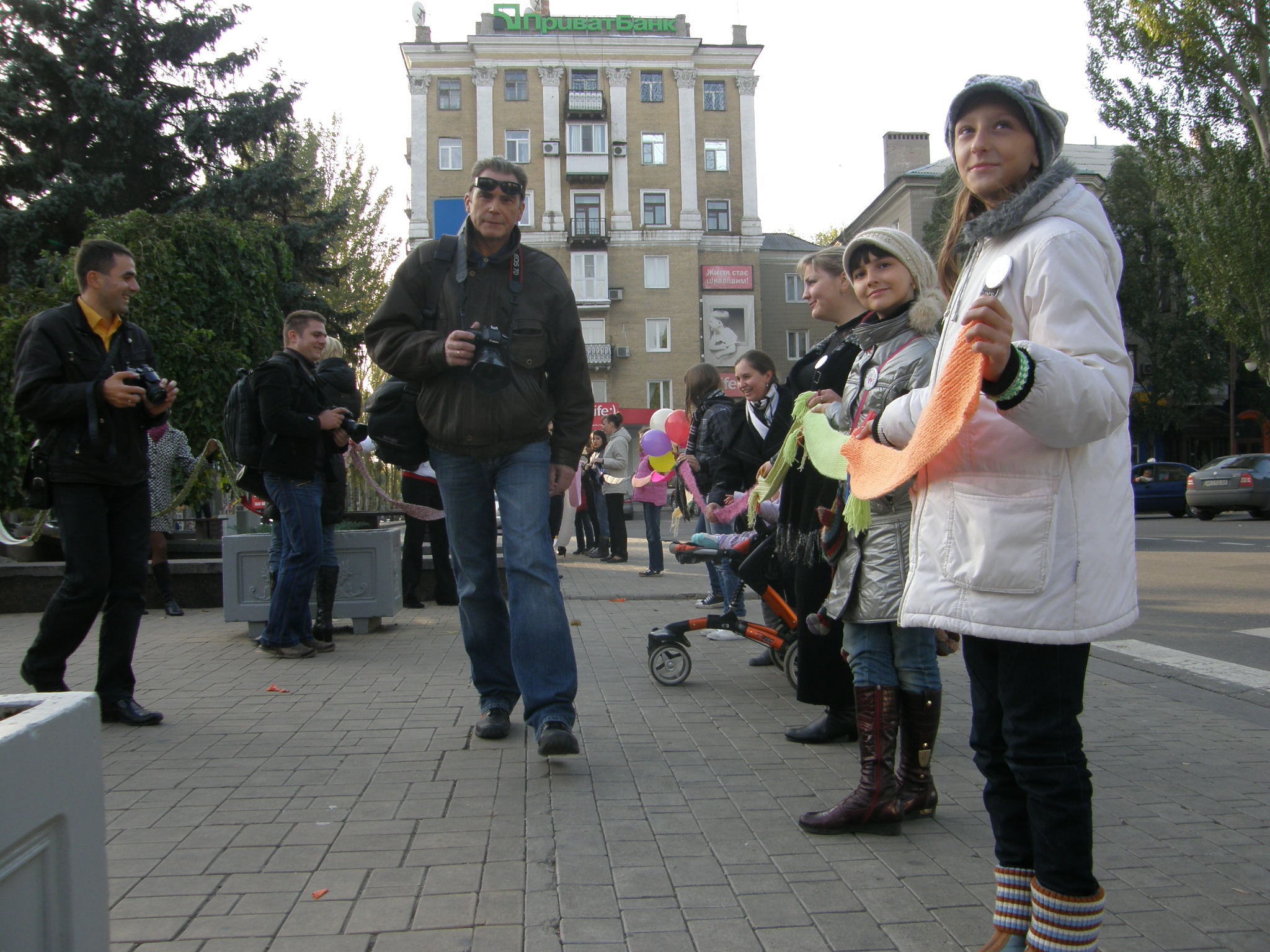
Сергій Ваганов на благодійній акції «Метри тепла», 2010 рік

Навесні 2014 документував події у Донецьку. Після окупації міста переїхав до Маріуполя, де продовжував працювати воєнкором. У 2020 році у Донецькій обласній державній адміністрації вийшов фотоальбом Ваганова «Літопис російсько-української війни», що складається з фотографій за період 2014—2020 років.
З початком широкомасштабного вторгнення російської федерації до України евакуювався з Маріуполя до Ужгорода.

## Виставки
- 2004 — виставка VI фотоконкурсу газети «День»[13]
- 2005 — «Пейзаж. Люди. Музика»[14]
- 2007 — «Першошпальтні кадри». Виставка фотографій, опублікованих у газеті «Комерсант-Україна». Донецьк (Донецький Обласний Художній музей), Київ, Одеса, Львів, Харків, Запоріжжя[15][16].
- 2008 — фотовиставка, присвячена вигнанню нацистів з Донеччини[17]
- 2010 — фотовиставка, що відображає процес підготовки спортивних арен України до проведення на них матчів ЄВРО-2012. Київ. Парк імені Тараса Шевченка[18][19].
- 2010 — фотовиставка ІІ Міжнародного журналістського конкурсу «Євразія. Соціальний портрет»[20]

## Нагороди
- 2001 — Переможець міжнародного конкурсу «Біль»[5]
- 2003 — Перше місце на конкурсі газети «День»
- 2003 — Гран-прі Київського фото-ярмарку
- 2003 — Заохочувальний приз конкурсу робіт журналістської фотографії «ОКО МЕДІА — Україна»[21]
- 2004 — Перше місце у секції для професіоналів на фотоконкурсі «Мій Canon» у рамках Київського фотоярмарку[5][22]
- 2004 — Головний приз VI фотоконкурсу газети «День»[13]
- 2010 — Переможець десятого Всеукраїнського конкурсу серед спортивних журналістів «Україна олімпійська» у номінації «Найкращі спортивні фотожурналісти року»[23][24][25][26]
- 2011 — Перше місце у секції «Ми фанати» та два другі місця у секціях «Дитячий та юнацький футбол — розвиток і перспективи», «Видатні особистості українського футболу» національного фотоконкурсу «Україна грає у футбол»[27]